# Groupe de Fanes
Le groupe de Fanes (gruppo di Fanes en italien, Fanesgruppe en allemand) est un chaînon montagneux des Dolomites surplombant les val Badia à l'ouest, le val di Marebbe au nord, le val Travenanzes à l'est et de le haut val Cordevole au sud. Le chaînon atteint son altitude maximale, 3 064 m, au Piz Cunturines.

## Sommets
Les principaux sommets sont (par ordre alphabétique) :
- Antonispitze (2 655 m) ;
- Col Bechei (2 793 m) ;
- Col di Lana (2 462 m) ;
- Eisengabelspitze (2 532 m) ;
- Heiligkreuzkofel (2 907 m) ;
- Hexenstein (2 477 m) ;
- Kreuzspitze (2 021 m) ;
- Lagazuoi (2 835 m) ;
- Mittlere Fanisspitze (2 889 m) avec la Cima Scotoni (2 874 m) ;
- Monte Casale (2 898 m) ;
- Monte Castello (2 817 m) ;
- Monte Cavallo (2 912 m) ;
- Monte Sief (2 424 m) ;
- Sasso delle None (2 968 m) ;
- Nördliche Fanisspitze (2 969 m) ;
- Paresberg (2 396 m) ;
- Piz Cunturines (3 064 m) ;
- Piz Lavarela (3 055 m) ;
- Settsass (2 571 m) ;
- Südliche Fanisspitze (2 980 m) ;
- Sasso delle Dieci (3 026 m).